# Număr negativ
Numărul negativ este un număr real, care este mai mic decât zero. Numerele negative sunt necesare pentru ca formal, scăderea a două numere (naturale) să fie posibilă și atunci când scăzătorul este mai mare decât descăzutul. De exemplu: {\displaystyle 3-7=3-(3+4)=3-3-4=0-4=-4} (rezultatul citindu-se „minus 4”). Numerele negative au întotdeauna în fața lor semnul „−”. 
Introducerea numerelor negative permite ca operația aritmetică de scădere să fie înlocuită cu operația de adunare, scăderea unui număr poate fi efectuată ca adunare a valorii sale negative.
Numărul negativ este opusul numărului pozitiv. Amândouă la un loc sunt incluse în mulțimea numerelor reale.
Numărul real a este negativ dacă a < 0. Opusul lui a este −a. Dacă a este negativ atunci −a este pozitiv. Pe axa numerelor, cele negative sunt la stânga lui 0.
Exemple: −2 ; −1012 ; −0,(02).
Logaritmul unui număr negativ este un număr complex.
{\displaystyle \ln(-x)=\ln(x)\ln(-1)=\ln(x)+i\pi }   deoarece   {\displaystyle \ln(-1)=\ln(\exp(i\pi ))=i\pi }
Logaritmul numărului întreg negativ unitate (−1) poate fi obținut din formula lui Euler folosind exprimarea trigonometrică a unui număr complex pe cercul unitate a lui (−1) ca număr complex cu partea imaginară 0 datorită sinusului din π care este zero și astfel {\displaystyle -1=\cos(\pi )+i\cdot 0.}